# Strålöga
Strålöga (Telekia speciosa) är en art i familjen korgblommiga växter från centrala och södra Europa, Balkan, sydvästra Asien och Kaukasus. 
Den är en flerårig ört som kan bli upp till omkring två meter hög och har stora gulblommiga korgar. Växten förekommer vanlig som prydnadsväxt i trädgårdar.

## Synonymer
Buphthalmum speciosum Schreber
Corvisartia caucasica G.Don ex Loudon
Molpadia suaveolens H.Cassini
Telekia cordifolia de Candolle
Telekia ovata K.Koch